# In Bethanien (Düren)
Die Straße In Bethanien in der Kreisstadt Düren (Nordrhein-Westfalen) ist eine alte historische Innerortsstraße.

## Lage
Die Straße führt von der Victor-Gollancz-Straße auf den Parkplatz auf dem Hoeschplatz. An der südlichen Straßenseite steht die denkmalgeschützte Marienkirche.
Die Straße lag früher innerhalb der Dürener Stadtbefestigung.

## Geschichte
Die Straße „In Bethanien“ liegt am ehemaligen Franziskanerkloster, welches 1470 auf den Namen der Maria von Bethanien konsekriert wurde. Die Klosterkirche wurde zum 1. Mai 1832 als Marienkirche eingeweiht. Am 15. November 1921 beschloss der Stadtrat den Ausbau der Straße. Von den Ausbaukosten in Höhe von 54.700 Mark zahlte die Kirchengemeinde anteilig 22.350 Mark. Zusätzlich musste sie der Stadt das zur Straße hin gelegene Grundstück unentgeltlich überlassen.